# سیارک ۱۲۵۷۸
سیارک ۱۲۵۷۸ (به انگلیسی: 12578 Bensaur، نامگذاری:1999RF17) دوازده هزار و پانصد و هفتاد و هشتمین سیارک کشف شده‌است که در ۷ سپتامبر ۱۹۹۹ کشف شد.
قدر مطلق سیارک برابر ۱۲.۳ است.